# Terra Natura
Terra Natura S.A. es una empresa española que gestiona varios parques temáticos y zoológicos en España:
- Terra Natura Benidorm, parque zoológico y temático situado en Benidorm
- Aqua Natura Benidorm, parque acuático situado en Benidorm
- Terra Natura Murcia, parque zoológico y temático situado en Murcia, Región de Murcia
- Aqua Natura Murcia, parque acuático situado en Murcia, Región de Murcia.
- Safari Park Vergel, parque zoológico situado en Vergel (Alicante) (cerrado)